# Zoysia seslerioides
Zoysia seslerioides là một loài thực vật có hoa trong họ Hòa thảo. Loài này được (Balansa) Clayton & F.R.Richardson miêu tả khoa học đầu tiên năm 1973.